# John A. Scudder
John Anderson Scudder (* 22. März 1759 in Freehold, Monmouth County, Province of New Jersey; † 6. November 1836 in Washington, Indiana) war ein US-amerikanischer Politiker. In den Jahren 1810 und 1811 vertrat er den Bundesstaat New Jersey im US-Repräsentantenhaus.

## Werdegang
John Scudder besuchte die öffentlichen Schulen seiner Heimat und studierte danach bis 1775 am Princeton College. Nach einem anschließenden Medizinstudium und seiner Zulassung als Arzt begann er im Monmouth County in diesem Beruf zu arbeiten. Im Jahr 1777 war er während des Unabhängigkeitskrieges als Arzt in einer Einheit aus dem Monmouth County tätig. In den Jahren 1788 und 1789 fungierte Scudder als Sekretär der New Jersey Medical Society. Seit etwa 1800 war er als Mitglied der Demokratisch-Republikanischen Partei auch politisch aktiv. Von 1801 bis 1807 gehörte er der New Jersey General Assembly an.
Nach dem Tod des Abgeordneten James Cox wurde Scudder bei der fälligen Nachwahl für den vierten Sitz von New Jersey als dessen Nachfolger in das US-Repräsentantenhaus in Washington, D.C. gewählt, wo er am 31. Oktober 1810 sein neues Mandat antrat. Da er bei den regulären Wahlen des Jahres 1810 auf eine erneute Kandidatur verzichtete, konnte er bis zum 3. März 1811 nur die laufende Legislaturperiode im Kongress beenden. Nach dem Ende seiner Zeit im US-Repräsentantenhaus praktizierte John Scudder wieder als Arzt. Später zog er zunächst nach Kentucky und dann im Jahr 1819 in das Daviess County in Indiana. Dort starb er am 6. November 1836.